# Automolus rufipileatus
Automolus rufipileatus là một loài chim trong họ Furnariidae.